# Alphons Orie
Alphons Orie (ur. 23 listopada 1947 w Groningen) – holenderski prawnik, specjalista prawa karnego, obecnie sędzia Międzynarodowego Trybunału Karnego dla byłej Jugosławii (ICTY). 30 lipca 2008 ogłoszono, iż będzie przewodniczył składowi orzekającemu w sprawie oskarżonego o zbrodnie wojenne Radovana Karadžicia, poprowadzi również czynności poprzedzające proces byłego przywódcy bośniackich Serbów.
Orie ukończył studia na Uniwersytecie w Lejdzie oraz na Wolnym Uniwersytecie w Brukseli. W latach 1971–1980 pracował naukowo na pierwszej z tych uczelni, a następnie podjął praktykę adwokacką, w ramach której w latach 1995–1997 bronił m.in. oskarżonych stających przed ICTY. W 1997 został sędzią Izby Karnej holenderskiego Sądu Najwyższego, a rok później zasiadł dodatkowo w Apelacyjnym Sądzie Dyscyplinarnym przy holenderskiej adwokaturze. W 2001 został wybrany na sędziego ICTY. 
Obecnie Orie jest przewodniczącym Izby Orzekającej I haskiego Trybunału, do której decyzją prezesa ICTY trafiła sprawa Karadžicia. Wkrótce potem podjął decyzję, by osobiście przewodniczyć składowi sędziowskiemu oraz nadzorować przygotowania do procesu jako tzw. sędzia przygotowawczy (Pre-Trial Judge).